# Unione Calcio Sampdoria 1974-1975
Questa voce raccoglie le informazioni riguardanti l'Unione Calcio Sampdoria nelle competizioni ufficiali della stagione 1974-1975.

## Stagione
Nella stagione 1974-1975 la Sampdoria con 24 punti in classifica ottiene il tredicesimo posto. Lo scudetto è stato vinto dalla Juventus con 43 punti, davanti al Napoli con 41 punti ed alla Roma con 39 punti. Sono retrocesse il L.R. Vicenza con 21 punti, la Ternana con 19 punti ed il Varese con 17 punti.
Ripescata dalla Serie B in seguito alla retrocessione d'ufficio del Verona (coinvolto nel cosiddetto scandalo della telefonata), nell'arco della stagione 1974-1975 la Sampdoria lottò per la salvezza, conquistandola con una giornata d'anticipo grazie a una rimonta nel finale di campionato. Con 7 reti il miglior marcatore stagionale è stato Mario Maraschi.
Poco degna di nota la prestazione della squadra blucerchiata in Coppa Italia, dove nel girone 2 di qualificazione vinto dal Napoli, ottenne due punti in quattro incontri, che non la fecero andare oltre l'ultimo posto.

## Divise
Viene confermata la tradizionale divisa della squadra (maglia blu con fascia bianca, rossa e nera), ma vengono introdotte delle variazioni per quanto riguarda il colletto, con il girocollo che si alterna con lo scollo a "V".
| Manica sinistra · Maglietta · Maglietta · Manica destra · Pantaloncini · Calzettoni |

## Organigramma societario
Area direttiva
Presidente: Glauco Lolli Ghetti
Segretario: Mario Rebuffa
Area tecnica
Allenatore: Giulio Corsini
Area sanitaria
Medico sociale: Andrea Chiapuzzo
Massaggiatore: Aurelio Comino

## Rosa
| N. |                   | Ruolo | Calciatore         |
| -- | ----------------- | ----- | ------------------ |
|    | Italia (bandiera) | P     | Massimo Cacciatori |
|    | Italia (bandiera) | P     | Claudio Bandoni    |
|    | Italia (bandiera) | D     | Domenico Arnuzzo   |
|    | Italia (bandiera) | D     | Natalino Fossati   |
|    | Italia (bandiera) | D     | Marcello Lippi     |
|    | Italia (bandiera) | D     | Roberto Prini      |
|    | Italia (bandiera) | D     | Achille Benedetti  |
|    | Italia (bandiera) | D     | Fabrizio Poletti   |
|    | Italia (bandiera) | D     | Roberto Romei      |
|    | Italia (bandiera) | D     | Osvaldo Arecco     |
|    | Italia (bandiera) | D     | Marco Rossinelli   |
|    | Italia (bandiera) | C     | Gianfranco Bedin   |

| N. |                   | Ruolo | Calciatore         |
| -- | ----------------- | ----- | ------------------ |
|    | Italia (bandiera) | C     | Enrico Nicolini    |
|    | Italia (bandiera) | C     | Loris Boni         |
|    | Italia (bandiera) | C     | Ettore Donati      |
|    | Italia (bandiera) | C     | Giancarlo Salvi    |
|    | Italia (bandiera) | C     | Giorgio Repetto    |
|    | Italia (bandiera) | C     | Pellegrino Valente |
|    | Italia (bandiera) | C     | Dante Mircoli      |
|    | Italia (bandiera) | A     | Sergio Magistrelli |
|    | Italia (bandiera) | A     | Giorgio De Giorgis |
|    | Italia (bandiera) | A     | Rocco Fotia        |
|    | Italia (bandiera) | A     | Mario Maraschi     |
|    | Italia (bandiera) | A     | Andrea Prunecchi   |

## Risultati

### Serie A

#### Girone di andata
| Milano 6 ottobre 1974 1ª giornata | Milan         | 0 – 0 | Sampdoria | Stadio San Siro (45362 spett.)\| Arbitro: \| Prati (Parma) \| |
| Arbitro:                          | Prati (Parma) |       |           |                                                               |

| Arbitro: | Trinchieri (Reggio Emilia) |

|             |           |  |
| Mircoli 84’ | Marcatori |  |

| Arbitro: | Michelotti (Parma) |

|                                                 |           |  |
| Chinaglia 25’ (rig.) Garlaschelli 55’ Nanni 62’ | Marcatori |  |

| Arbitro: | R. Lattanzi (Roma) |

|             |           |              |
| Maraschi 5’ | Marcatori | 74’ Rampanti |

| Arbitro: | Ciacci (Firenze) |

|                |           |                                |
| De Giorgis 46’ | Marcatori | 66’, 73’ Altafini 74’ Anastasi |

| Arbitro: | Barbaresco (Cormons) |

|             |           |  |
| S. Gori 58’ | Marcatori |  |

| Arbitro: | Panzino (Catanzaro) |

|                 |           |              |
| Bini 67’ (aut.) | Marcatori | 15’ R. Rossi |

| Arbitro: | Mascali (Desenzano del Garda) |

|               |           |             |
| Prunecchi 19’ | Marcatori | 13’ Sormani |

| Arbitro: | Menegali (Roma) |

|            |           |             |
| Gritti 24’ | Marcatori | 69’ Valente |

| Arbitro: | Gonella (Torino) |

|          |           |  |
| Silva 6’ | Marcatori |  |

| Genova 22 dicembre 1974 11ª giornata | Sampdoria          | 0 – 0 | Torino | Stadio Luigi Ferraris (19169 spett.)\| Arbitro: \| Lazzaroni (Milano) \| |
| Arbitro:                             | Lazzaroni (Milano) |       |        |                                                                          |

| Arbitro: | Moretto (San Donà di Piave) |

|                          |           |                              |
| Ghetti 9’ G. Savoldi 65’ | Marcatori | 70’ Maraschi 85’ Magistrelli |

| Arbitro: | Trinchieri (Reggio Emilia) |

|           |           |  |
| Prati 75’ | Marcatori |  |

| Genova 19 gennaio 1975 14ª giornata | Sampdoria          | 0 – 0 | Cesena | Stadio Luigi Ferraris (9053 spett.)\| Arbitro: \| V. Lattanzi (Roma) \| |
| Arbitro:                            | V. Lattanzi (Roma) |       |        |                                                                         |

| Arbitro: | Prati (Parma) |

|  |           |                            |
|  | Marcatori | 29’ Prunecchi 65’ Maraschi |

#### Girone di ritorno
| Arbitro: | Michelotti (Parma) |

|                                |           |                                                                   |
| Maraschi 6’ Fossati 31’ (rig.) | Marcatori | 13’ Rivera 24’ (rig.) E. Calloni 42’ D. Gorin 89’ (rig.) Chiarugi |

| Arbitro: | Reggiani (Bologna) |

|                                                     |           |  |
| Sperotto 7’ Prato 13’ (rig.) Borghi 58’ Ramella 75’ | Marcatori |  |

| Arbitro: | Casarin (Milano) |

|  |           |                    |
|  | Marcatori | 20’, 33’ Chinaglia |

| Arbitro: | Trinchieri (Reggio Emilia) |

|                           |           |  |
| Massa 15’ Bruscolotti 37’ | Marcatori |  |

| Arbitro: | Gialluisi (Barletta) |

|             |           |                    |
| Damiani 31’ | Marcatori | 19’ (aut.) Gentile |

| Genova 9 marzo 1975 21ª giornata | Sampdoria          | 0 – 0 | Cagliari | Stadio Luigi Ferraris (9636 spett.)\| Arbitro: \| Lazzaroni (Milano) \| |
| Arbitro:                         | Lazzaroni (Milano) |       |          |                                                                         |

| Milano 16 marzo 1975 22ª giornata | Inter           | 0 – 0 | Sampdoria | Stadio San Siro (21461 spett.)\| Arbitro: \| Schena (Foggia) \| |
| Arbitro:                          | Schena (Foggia) |       |           |                                                                 |

| Arbitro: | Serafino (Roma) |

|                   |           |           |
| Vitali 43’ (rig.) | Marcatori | 18’ Bedin |

| Arbitro: | Barbaresco (Cormons) |

|                     |           |  |
| Maraschi 22’ (rig.) | Marcatori |  |

| Genova 6 aprile 1975 25ª giornata | Sampdoria       | 0 – 0 | Ascoli | Stadio Luigi Ferraris (14513 spett.)\| Arbitro: \| Menegali (Roma) \| |
| Arbitro:                          | Menegali (Roma) |       |        |                                                                       |

| Arbitro: | Gussoni (Tradate) |

|                 |           |                     |
| F. Graziani 17’ | Marcatori | 60’ (rig.) Maraschi |

| Arbitro: | Ciacci (Firenze) |

|              |           |  |
| Maraschi 68’ | Marcatori |  |

| Genova 4 maggio 1975 28ª giornata | Sampdoria           | 0 – 0 | Roma | Stadio Luigi Ferraris (15915 spett.)\| Arbitro: \| Panzino (Catanzaro) \| |
| Arbitro:                          | Panzino (Catanzaro) |       |      |                                                                           |

| Arbitro: | Gonella (Torino) |

|           |           |           |
| Festa 21’ | Marcatori | 64’ Bedin |

| Arbitro: | R. Lo Bello (Siracusa) |

|                                         |           |                                              |
| Magistrelli 17’ Valente 23’ Repetto 85’ | Marcatori | 10’ Caso 44’ W. Speggiorin 73’, 79’ Saltutti |

### Coppa Italia

#### Girone 2
| Arbitro: | Agnolin (Bassano del Grappa) |

|                                    |           |  |
| Pogliana 63’ Braglia 75’ Massa 80’ | Marcatori |  |

| Genova 1º settembre 1974 2ª giornata | Sampdoria       | 0 – 0 | SPAL | Stadio Luigi Ferraris\| Arbitro: \| Mascia (Milano) \| |
| Arbitro:                             | Mascia (Milano) |       |      |                                                        |

| 8 settembre 1974 3ª giornata |  | – Turno di riposo SAMPDORIA |  |  |

| Arbitro: | Baldoni (Ancona) |

|             |           |                |
| Ranieri 20’ | Marcatori | 80’ De Giorgis |

| Arbitro: | Menicucci (Firenze) |

|  |           |                       |
|  | Marcatori | 16’ Sirena 89’ Turini |

## Statistiche

### Statistiche di squadra
| Competizione | Punti | In casa | In casa | In casa | In casa | In casa | In casa | In trasferta | In trasferta | In trasferta | In trasferta | In trasferta | In trasferta | Totale | Totale | Totale | Totale | Totale | Totale | DR  |
| Competizione | Punti | G       | V       | N       | P       | Gf      | Gs      | G            | V            | N            | P            | Gf           | Gs           | G      | V      | N      | P      | Gf     | Gs     | DR  |
| ------------ | ----- | ------- | ------- | ------- | ------- | ------- | ------- | ------------ | ------------ | ------------ | ------------ | ------------ | ------------ | ------ | ------ | ------ | ------ | ------ | ------ | --- |
| Serie A      | 24    | 15      | 3       | 8       | 4       | 12      | 16      | 15           | 1            | 8            | 6            | 9            | 19           | 30     | 4      | 16     | 10     | 21     | 35     | -14 |
| Coppa Italia | -     | 2       | 0       | 1       | 1       | 0       | 2       | 2            | 0            | 1            | 1            | 1            | 4            | 4      | 0      | 2      | 2      | 1      | 5      | -4  |
| Totale       | -     | 17      | 3       | 9       | 5       | 12      | 18      | 17           | 1            | 9            | 7            | 10           | 23           | 34     | 4      | 18     | 12     | 22     | 40     | -18 |

### Statistiche dei giocatori
| Giocatore      | Serie A  | Serie A | Serie A     | Serie A    |
| Giocatore      | Presenze | Reti    | Ammonizioni | Espulsioni |
| -------------- | -------- | ------- | ----------- | ---------- |
| O. Arecco      | 4        | 0       | ?           | 0          |
| D. Arnuzzo     | 30       | 0       | ?           | 0          |
| C. Bandoni     | 1        | -4      | ?           | 0          |
| G. Bedin       | 26       | 2       | ?           | 1          |
| A. Benedetti   | 4        | 0       | ?           | 0          |
| L. Boni        | 21       | 0       | ?           | 2          |
| M. Cacciatori  | 30       | -31     | ?           | ?          |
| N. Fossati     | 12       | 1       | ?           | 0          |
| R. Fotia       | 8        | 0       | ?           | 0          |
| G. De Giorgis  | 6        | 1       | ?           | 1          |
| M. Lippi       | 29       | 0       | ?           | 1          |
| S. Magistrelli | 16       | 2       | ?           | 0          |
| M. Maraschi    | 24       | 7       | ?           | 0          |
| D. Mircoli     | 4        | 1       | ?           | 0          |
| E. Nicolini    | 7        | 0       | ?           | 0          |
| F. Poletti     | 6        | 0       | ?           | 0          |
| R. Prini       | 29       | 0       | ?           | 0          |
| A. Prunecchi   | 15       | 2       | ?           | 0          |
| G. Repetto     | 13       | 1       | ?           | 0          |
| R. Romei       | 1        | 0       | ?           | 0          |
| M. Rossinelli  | 25       | 0       | ?           | 0          |
| G. Salvi       | 25       | 0       | ?           | 1          |
| P. Valente     | 27       | 2       | ?           | 0          |